# Библиография на Анастас Иширков
Библиографията на Анастас Иширков включва 30 книги, от които 11 са издадени на български език, 11 – на френски език, 4 – на немски език и по една книга – на руски, унгарски, чешки и сърбохърватски език. Анастас Иширков публикува на български език над 220 студии и статии. В сборници, вестници и списания в България и чужбина отпечатва над 40 статии на френски, немски, руски, английски, италиански, сърбохърватски, шведски и полски език. Пише над 70 рецензии, критики и отзиви на български, френски и немски език. Повече от 30 са художествените му произведения – разкази и стихотворения. Най-често са публикувани в Годишника на Софийския университет, списанията „Училищен преглед“, „Естествознание и география“ и „Периодическо списание“. Сътрудничи на вестниците „Военни известия“, „Мир“ „Ден“ и „Слово“, в които има над 35 публикувани статии.

## Списък на трудовете

### Книги
български език
- Принос към етнографията на македонските славяни. Отговор на проф. д-р Йован Цвийч. Второ допълнено издание.   София, 1907. с. 100.
- България. Географически бележки. С 37 образа в текста.   София, 1910. с. 172.
- Град Солун. Политикогеографски и народостопански бележки.   София, 1911. с. 140.
- Град София през XVII в. С един план на град София.   София, 1912. с. IV+93.
- България и Бяло море. Политикогеографски чертици.   София, 1914. с. 60.
- Западните краища на българската земя. Бележки и материали. С 11 карти.   София, 1915. с. CXXX+104.
- Охридското езеро и град Охрид. Реч, държана на тържественото събрание на Българската академия на науките през 1915 г.   София, 1915. с. 30.
- Къси напътни бележки върху Добруджа и Моравско. Писани за нашите делегати на бъдещата мирна конференция.   София, 1917. с. 21.
- Град Враня и Вранско. Културногеографски и исторически бележки.   София, 1918. с. 26.
- Западна Тракия и договорът за мир в Ньой. С една карта.   София, 1920. с. VIII+67.

френски език
- Etude ethnographique sur les Slaves de Macedonie. Reponse a M. Zvijitch.   Paris, 1908. с. 98.
- Les confins occidentaux des Terres Bulgares. Notes et documents. Onze Cartes.   Lausanne, 1916. с. 254.
- La Bulgarie et la Dobroudja. Notices politiques et geographiques.   Bern, 1918. с. 32.
- La Dobroudja et les revendications roumaines.   Laussane, 1918. с. 18.
- Reponse au dernier mot de M. Comnene sur la Question de la Dobroudja. Extrait des „Annales des Nationales“ 14 – 15.   Lausanne, 1918. с. 23.
- Le nom de Bulgare. Eclaircissement d'histoire et d'ethnographie.   Lausanne, 1918. с. 67.
- La Macèdoine et la constitution de l'Exarcht bulgare (1870 – 1897).   Lausanne, 1918. с. 189.
- Les Bulgares en Dobrouja. Aperçu historique et ethnographique. Avec une carte.   Bern, 1919. с. 189.
- La Bulgarie et la mer Egée. Le probléme de la Thrace.   Bern, 1919. с. 64.
- La Bulgarie. Aperçu geographique illustre.   Sofia, 1924. с. 87.

немски език
- Südbulgarien. Seine Bodengelstaltung, Erzeudnisse, Bevölkerung, Wirtschaft und geistige Kultur. Inaug. Diss.   Leipzig, 1896. с. 80.
- Oro- und Hydrographie von Bulgarien. Mit 1 Karte und 35 Abbildungen im Text. Heft 17 Zur Kunde der Balkanhalbinsel. I. Reisen und Beogachtungen.   Sarajevo, 1913. с. 182.
- Bulgarien. Land und Leute. I. Teil (Allgemeines, Paläogeographisches, Oberflächengestaltung, Klima, Pflanzenleben, Tierwelt).   Leipzig, 1916. с. 129.
- Bulgarien. Land und Leute. I. Teil (Bevölkerung, Volkswirtschaft, Siedlungsverhältnisse), mit 24 Tafeln und einer Eisenbahnkarte.   Leipzig, 1917. с. 182.
- Bulgarien und die Dobrudscha. Politisch-geographische Notizen.   Bern, 1917. с. 32.

### Съчинения
руски език
- Болгарiя. Съ кратою болгарскихъ железныхъ дорогъ и 44 иллюстрацiями.   Одесса, 1911. с. 235.

унгарски език
- Bulgaria, föld-es neprajz.   Budapest, 1917. с. 162.

чешки език
- Bulgarsko a maře Egejskè. Thrakijska otázka.   Praha, 1921. с. 48.

### Статии
български език
- Момчил юнак //  Български преглед кн. 3.   1895. с. 67 – 76.
- Крум. Исторически очерк //  Български преглед кн. 7.   1895. с. 70 – 81.
- Грамотността на населението в Княжество България //  Български преглед кн. 7.   1895. с. 103 – 108.
- География в програмата на педагогическите училища //  Български преглед кн. 9 – 10.   1896. с. 209 – 211.
- Географията на държавния изпит за учители в средните ни училища //  Български преглед кн. 11.   1896. с. 150 – 152.
- Потик за реформа в учебния план по география //  Училищен преглед кн. 10.   1896. с. 1046 – 1061.
- Крали Марко у старите западни историци //  Български преглед кн. 12.   1896. с. 163 – 164.
- Долината на река Осъм //  Български преглед кн. 2.   1897. с. 52 – 64.
- Географията в програмата за педагогическите училища //  Български преглед кн. 2.   1897. с. 107 – 117.
- Някои подробности за заробването и смъртта на император Балдуин //  Български преглед кн. 4.   1897. с. 24 – 31.
- Антропогеографски бележки върху Балканския полуостров //  Български преглед кн. 9.   1897. с. 23 – 35.
- Няколко думи върху обучението по физическа и политическа география в първи клас //  Отчет на Софийската мъжка гимназия за 1897.   1897. с. 1 – 11.
- Географическо речение от Ив. Друмев //  Български преглед кн. 3.   1897. с. 113 – 114.
- Шпревалд //  Цвят № 2.   1897. с. 51 – 53.
- Задача и съдържание на днешната географска наука. Встъпителна лекция //  Български преглед кн. 12.   1898. с. 21 – 41.
- Румънска Добруджа. Географски очерк //  Български преглед кн. 3.   1898. с. 69 – 92.
- Румънска Добруджа. Географски очерк //  Български преглед кн. 4.   1898. с. 71 – 99.
- Глава Панега. Принос към изучаването на карста в България //  Български преглед кн. 10.   1900. с. 58 – 76.
- Няколко бележки върху температурата на въздуха в София //  Периодическо списание кн. 63.   1902. с. 114 – 121.
- Няколко бележки върху валежа в София //  Периодическо списание кн. 63.   1902. с. 708 – 716.
- Нашата черноморска граница. Политикогеографска студия //  Задружен труд кн. 11.   1902. с. 996 – 1012.
- Дневният вървеж на температурата в София //  Периодическо списание кн. 64.   1903. с. 631 – 635.
- В Западна Стара планина //  Известия за командировките на Министерство на народната просвета кн. I.   1904. с. 106 – 118.
- Земетръс. Физикогеографски бележки //  Училищен преглед кн. 10.   1904. с. 90 – 107.
- Гебедженското езеро. Предварителни морфометрични бележки //  Годишник на Софийския университет.   1904/1905. с. 68 – 74.
- Град Варна. Културногеографски бележки //  Периодично списание кн. LXV.   1905. с. 191 – 237.
- Хипсометрични отношения на Княжество България. С една карта //  Периодическо списание кн. 64.   1905. с. 599 – 607.
- Накитите у природните народи //  Светлина кн. 3.   1905. с. 9 – 11.
- Тектониката на България //  Периодическо списание кн. 66.   1905. с. 275 – 280.
- Статистически бележки върху населението в София //  Соисание на Българското икономическо дружество кн. 8 – 9.   1905. с. 504 – 510.
- Девненските извори и тяхното поселищно и стопанско значение //  Годишник на Софийския университет.   1905/1906. с. 245 – 255.
- Вятърът и град София //  Българска сбирка кн. 4.   1906. с. 221 – 224.
- Из средновековната история на град Варна //  Списание на Българското икономическо дружество кн. 4.   1906. с. 230 – 241.
- Нашите селища в свръзка с тяхната надморска височина //  Списание на Българското икономическо дружество кн. 1.   1906. с. 1 – 19.
- Упътване за изучаване на селищата в Българските земи //  Училищен преглед кн. 2.   1906. с. 217 – 227.
- Цвиичовите възгледи върху етнографията на Македония //  Периодично списание LXVIII.   1906. с. 469 – 521.
- Дребни бележки. 1. Нашите гробища. 2. Изкуствените цветя //  Българска сбирка XIII.   1906. с. 105 – 108.
- Бележки за пътя Русе – Варна в XVIII век и за главните селища край него //  Годишник на Софийския университет III-IV.   1906/1907. с. 129 – 152, 178 – 179.
- Малко турска светлина върху македонския въпрос (годините 1898 – 1899) //  Пряпорец X, № 8.   1907.
- Силата на множеството //  Българска сбирка кн. 4.   1907. с. 249 – 251.
- Навременен ли е университетът у нас? //  Ден № 1390.   1907.
- Правителството и университетския въпрос //  Ден № 1417.   1907.
- Принос към географията на Княжество България //  Периодично списание кн. LXVIII.   1908. с. 263 – 293, 383 – 411, 553 – 603.
- По повод на Чаракчиевата рецензия на книгата „Българите са по-стари поселници на Тракия и Македония от славяните“ от Ганчо Цанов //  Военен журнал кн. 5.   1908. с. 831 – 835.
- Западната граница на Македония и албанците //  Библиотека на Славянска беседа кн. 1.   1908. с. 64 – 92.
- Човекът и земята. Антропогеографски бележки //  Българска сбирка кн. 4.   1908. с. 421 – 428.
- Хидрография на България //  Годишник на историко-филологическия факултет V.   1908/1909. с. 1 – 54.
- България в средновековните карти //  Периодично списание LXX.   1909. с. 58 – 161.
- Откриването на севррния полюс //  Естествознание кн. 2.   1909. с. 98 – 101.
- Черно море //  Естествознание кн. 2.   1909. с. 65 – 69.
- Впечатления от Македония. Сказка, държана по покана на Македоноодринското дружество на 24 и 31 януари 1910 г //  Български преглед кн. 3.   1910. с. 147 – 161.
- Числен израз на разпокъсана България //  Ден № 2115.   1910.
- Чалъкавакски проход в Стара планина //  Годишник на историко-филологическия факултет VII.   1910/1911. с. 1 – 25.
- Корупцията у нас //  Ден № 2405.   1911. с. 147 – 161.
- Културни растения в България //  Естествознание кн. 5.   1911. с. 274 – 281.
- Предговор и бележки //  В издадената под редакцията на проф. А. Иширков Орохидрография на Македония, от Васил Кънчов, Пловдив 1911 г.   1911. с. V-X, 191 – 201.
- Норвегия //  Естествознание кн. 4.   1912. с. 385 – 391.
- Македонският въпрос остава открит //  Свободно мнение 10.   1913. с. 4 – 6.
- Сърбия и пътят за Солун //  Мир № 3899.   1913.
- Княз Черкаски и границите на България //  Свободно мнение 48.   1914. с. 667 – 669.
- Шар планина //  Отечество кн. 1.   1914. с. 3 – 6.
- Разширение на сръбската държава в 1833 – 1878 //  Български сговор 10 – 11.   1915.
- Скопската област останала българска и под духовното владичество на сръбската ипекска патриаршия //  Известия на историческото дружество кн. IV.   1915. с. 53 – 70.
- Охридското езеро и град Охрид //  Летопис на Българска академия на науките III.   1916. с. 67 – 97.
- Черна вода //  Военни известия XXV, № 236.   1916.
- Тулча //  Военни известия XXV, № 283.   1916.
- Богатствата на Румъния //  Военни известия 280.   1916.
- Името Добруджа //  Отечество кн. 1.   1917. с. 11.
- Град Призрен //  Седмичен преглед кн. 2.   1917. с. 3 – 5.
- Физическа география на Добруджа //  Сборник Добруджа.   1918. с. 1 – 43.
- Тракийската ни граница според парижкия договор за мир //  Читалищен преглед кн. 7 – 10.   1919. с. 295 – 297.
- Географската връзка на Тракия с България //  За Тракия.   1920. с. 11 – 19.
- Брой на българите. Библиографско-статичстически бележки //  Известия на Народния етнографски музей в София кн. 1.   1921. с. 40 – 48.
- Пловдив и Родопа //  Родопски глас бр. 4.   1921. с. 1 – 6.
- Географски излети и научни пътувания //  Училищен преглед кн. 5.   1921. с. 183 – 189.
- Биволът в България. Биогеографски бележки //  Естествознание и география V.   1921. с. 9 – 10, 342 – 349.
- Дакоромъните в Балканския полуостров //  Известия на Народния етнографски музей в София кн. II.   1921. с. 73 – 91.
- Черно море и Цариградските протоци //  Свободно мнение IV, № 17 – 18.   1922. с. 3 – 5.
- Числен израз на разпокъсана България //  Свободно мнение 1.   1922. с. 4 – 6.
- Имената на нашите селища //  Слово I, № 83.   1922.
- Културни растения в македония. Мак //  Македония кн. 2.   1922. с. 30 – 36.
- Културни растения в македония. Сусам //  Македония кн. 4.   1922. с. 19 – 23.
- Град Търново //  Български турист кн. 5.   1922. с. 70 – 71.
- Де е станала Златишката битка в 1443 г. //  Списание на Българската академия на науките кн. XXIV.   1922. с. 9 – 20.  Архивиран от оригинала на 2017-10-16. Посетен на 2018-11-18.
- Имената на някои наши градове //  Известия на Народния етнографски музей в София кн. 1 – 2.   1922. с. 1 – 10.
- Картофите в България //  Македония I, № 10.   1922. с. 12 – 20.
- Към Дебър и Струга //  Военни известия XXV, № 236.   1922.
- Походите на Крал Владислав III в България в 1443 и 1444 г. //  Полска библиотека кн. 8.   1923. с. 25 – 53.
- Чертици от швейцарския демократизъм //  Полет 3.   1923. с. 5 – 7.
- Чертици от швейцарския демократизъм //  Полет 5.   1923. с. 5 – 6.
- Чертици от швейцарския демократизъм //  Полет 7.   1923. с. 4 – 5.
- Чертици от швейцарския демократизъм //  Полет 9.   1923. с. 4 – 6.
- Троянският манастир Св. Богородица //  Български турист кн. 3.   1923. с. 34 – 37.
- Нашата културна степен //  Полет 16.   1924. с. 4 – 6.
- Струмишко. Стопански чертици //  Македонски преглед кн. 1.   1924. с. 26 – 37.
- Пояснителни бележки към Карта на сегашна България. Македония и прилежащите земи в 4 листа. Рисувал, писал и литографирал Александър Х. Русет //  Геогрфаска библиотека 4.   1924. с. 3 – 12.
- Няколко бележки за град Бургас //  Морски сговор бр. 1.   1925.
- Варна в миналото и сега //  Варненски новини XX, № 211.   1925.
- Кой е Александър Х. Русет? //  Слово бр. 803.   1925.
- Географската връзка на Македония с България //  Македонски преглед кн. 4.   1925. с. 27 – 35.
- Град Елена //  Български турист кн. 5.   1925. с. 68 – 70.
- Град Елена //  Сборник за Иларион Макариополски (1812 – 1875).   1925. с. 101 – 112.
- Населението на нашето черноморско крайбрежие //  Слово IV, № 984.   1925.
- Идването на чужденци през Маказа //  Слово IV, № 1000.   1925.
- Характерни черти на градовете в Царство България //  Годишник на историко-филологическия факултет XXI.   1925. с. 1 – 26.
- Географската карта на българската земя от П. И. Шафарик //  Българо-чехословашка взаимност бр. 2.   1925. с. 11.
- Град Копривщица. Поселищно-географски чертици //  Български турист кн. 10.   1925. с. 156 – 160.
- Историко-политическият елемент в гъстотата на населението в България //  Сборник Васил Н. Златарски.   1925. с. 91 – 99.
- Областното име Загоре или Загора в миналото и сега //  Известия на Народния етнографски музей в София V.   1925. с. 80 – 88.
- Името България //  Sbornik Čekoslovenské Spolenčosti Zemepisne.   1926. с. 66 – 71.
- Влиянието на културата върху слабокултурните народи //  Училищен преглед кн. 1 – 2.   1926. с. 139 – 150.
- Град Копривщица. Поселищно-географски чертици //  Сборник Копривщица.   1926. с. 235 – 262.
- Името България //  Известия на Народния етнографски музей в София кн. I-IV.   1926. с. 1 – 7.
- Македония. Име и граници //  Македонски преглед год. III, кн. 1.   с. 1 – 22.
- Статистически бележки за населението на град Силистра //  Сборник Силистра и Добруджа.   1927. с. 197 – 202.
- Град Шумен, поселищно-географски чертици //  Сборник Климент Търновски.   1927. с. 5 – 29.
- В: Възпоменателен сборник за Васил Кънчов. По случай 25-годишнината от смъртта му (1902 – 1927). Едно от желанията на покойния Васил Кънчов.   Враца, Ст. Цеков, 1927. с. 133 – 136.
- Земетръс. Физикогеографски бележки //  Земетресенията ще продължат ли?.   1928. с. 1 – 21.
- Политикогеографски преглед на Кралство Италия //  Годишник на Свободния университет VI, VII.   1928. с. 20 – 32.
- Град София преди 50 години //  Столичен общински вестник бр. 1 – 2.   1928.
- Българите вън от границите на България //  Пряпорец бр. 28.   1928.
- Балканите за балканските народи //  Отец Паисий бр. 2.   1928. с. 25 – 26.
- Идея за обединението на южните славяни в ново време //  Отец Паисий бр. 4.   1928. с. 61 – 63.
- Град София и //  Юбилейна гнига на град София (1878 – 1928).   1928. с. 1 – 14.
- София по време на освобождението. Население на София //  Юбилейна гнига на град София (1878 – 1928).   1928. с. 56 – 78.
- Прилагателните „бял“ и „черен“ в нашата топонимия //  Родна реч кн. 2.   1928. с. 85 – 87.
- Българите в Бесарабия //  Отец Паисий 14, 15.   1928. с. 234 – 235.
- Гъстота на населението в България //  Научен преглед кн. 2.   1928. с. 59 – 68.
- Д-р Крум Дрончилов //  Общ годишник за България 1926 – 1929.   1929. с. 600 – 602.
- Раса, племе, народ и нация //  Отец Паисий бр. 3.   1929. с. 33 – 35.
- Георги Раковски за етнографията на Източна Тракия //  Отец Паисий бр. 5.   1929. с. 72 – 74.
- Политическо-географско схващане за държавата //  Научен преглед кн. 1.   1929. с. 56 – 61.
- Град Ловеч //  Български турист кн. 4.   1929. с. 50 – 55.
- Нашата народностна политика //  Отец Паисий бр. 10.   1929. с. 157 – 160.
- Географски изучавания на България в последните три години (1927 – 1929). Библиографски бележки //  Научен преглед кн. 2.   1929. с. 99 – 105.
- Варна и Бургас //  Морски сговор бр. 6.   1929. с. 12 – 13.
- Мирният договор в Ньой и границите на Българското царство //  Отец Паисий бр. 21 – 22.   1929. с. 331 – 335.
- Проф. Б. Цонев //  Ловеч и Ловчанско кн. 1.   1929. с. 3 – 5.
- Вместо предговор //  Ловеч и Ловчанско кн. 1.   1929. с. 6 – 61.
- Град Ловеч. Географско положение //  Ловеч и Ловчанско кн. 1.   1929. с. 17 – 18.
- Река Осъм //  Ловеч и Ловчанско кн. 1.   1929. с. 19 – 22.
- Климатът на град Ловеч //  Ловеч и Ловчанско кн. 1.   1929. с. 40 – 42.
- Имената на град Ловеч //  Ловеч и Ловчанско кн. 1.   1929. с. 88 – 89, 91 – 92.
- Стари описания на град Ловеч //  Ловеч и Ловчанско кн. 1.   1929. с. 116 – 118.
- Къси бележки, писма и други //  Ловеч и Ловчанско кн. 1.   1929. с. 119 – 131.
- Извадки от стари български вестници //  Ловеч и Ловчанско кн. 1.   1929. с. 133 – 135.
- Фонд за написване и издаване на съчинението „Ловеч и Ловчанско“ //  Ловеч и Ловчанско кн. 1.   1929. с. 139.
- Географско изучаване на Царство България //  Училищен преглед кн. 8 (год. XXIX).   с. 1153 – 1168.
- Науките в България днес. География //  Българска книга кн. 4 – 5.   1930. с. 433 – 438.
- Брой и разпределение на българите в Добруджа в 1918 г. С една карта //  Известия на Народния етнографски музей в София.   1930. с. 29 – 54.
- Имена и граници на Тракия //  Тракийски сборник кн. II.   1930. с. 3 – 14.
- Българите в Румънското кралство //  Отец Паисий бр. 7.   1930. с. 93 – 97.
- Народностна структура в Югославия //  Отец Паисий бр. 21 – 22.   1930. с. 309 – 314.
- Махалите в гр. Ловеч //  Ловеч и Ловчанско кн. II.   1930. с. 120 – 123.
- Населението на град Ловеч //  Ловеч и Ловчанско кн. II.   1930. с. 124 – 130.
- Добавки и поправки //  Ловеч и Ловчанско кн. II.   1930. с. 163 – 165.
- Карл Каснер. (Доклади за избор на нови дописни членове) //  Летопис на Българска академия на науките кн. XII.   1931. с. 126 – 128. (в съавторство с Иван Урумов)
- Географска библиография //  Научен преглед кн. 3.   1931. с. 237 – 247.
- Орешакът и манастирът Успение на Пресвета Богородица //  Сборник Митрополит Максим.   1931. с. 1 – 13.
- Мирю и Д-р Коста Павлови //  Ловеч и Ловчанско кн. III.   1931. с. 43 – 56.
- Стари описания на град Ловеч //  Ловеч и Ловчанско кн. III.   1931. с. 97 – 99.
- Учители и учителки в Ловеч преди освобождението на България от турската власт //  Ловеч и Ловчанско кн. III.   1931. с. 120 – 131.
- Бъдещето на град Варна //  Българска земя кн. 3.   1931. с. 6 – 9.[неработеща препратка]
- Как Добруджа премина под румънска власт //  Отец Паисий кн. 4.   1932. с. 45 – 48.
- Как Добруджа премина под румънска власт //  Отец Паисий кн. 5.   1932. с. 61 – 65.
- Към учебното дело в селата на Ловчанско преди Освобождението на България //  Ловеч и Ловчанско кн. IV.   1932. с. 43 – 44.
- Ловчанци и освободителното движение в България. Мирон, Бешков и Христо Иванов Големия //  Ловеч и Ловчанско кн. IV.   1932. с. 47 – 57.
- Васил Йонков //  Ловеч и Ловчанско кн. IV.   1932. с. 57 – 61.
- Анастас Ц. Хитров, Цвятко х. Павлов, Христо Йовков Пушкаров, Тома Ст. Хитров //  Ловеч и Ловчанско кн. IV.   1932. с. 123 – 128.
- Биографични бележки за Колю Семов //  Ловеч и Ловчанско кн. IV.   1932. с. 129 – 131.
- Село Галата //  Ловеч и Ловчанско кн. IV.   1932. с. 201 – 208.
- Историко-етнографски преглед на населението в Царство България //  Известия на Народния етнографски музей в София.   1933. с. 5 – 38.

френски език
- Geographie de la Principaute de Bulgarie. (Orographie, Hydrographie, Climat, Vegetation, Faune) //  La Bulgarie Contemporaine.   1905. с. 17 – 36.
- Geographie physique de la Dobroudja //  La Dobroudja.   1918. с. 1 – 43.
- Lien geographique entre la Thrace et la Bulgarie //  Pour La Thrace. Discours prononces a une reunion publique, au Theatre National a Sofia, le 16 mai 1920.   1921. с. 11 – 17.

немски език
- Die Bevlökerung in Bulgarien und ihre Siedlungsverhältnisse //  Pettermanns geogr. Mitteilungen II.   1911. с. 117 – 122, 179 – 185.
- Das Erdbeben von Tirnowo in Bulgarien //  Deutsche Levante-Zeitung 16.   с. 653 – 655.
- Ethnographische Karte des Bulgarentums auf der Balkanhalbinsel im Jahre 1912 //  Pettermanns geogr. Mitteilungen 61.   1912. с. 339 – 342.
- Physische Geographie der Dobrudscha //  Dobrudscha.   1918. с. 1 – 32.

руски език
- Баланскiй полуостров //  Русская Энциклопедиiя т. II.   1911. с. 209 – 214.
- Балканы //  Русская Энциклопедиiя т. II.   1911. с. 214 – 217.

английски език
- Geography of the Principality Bulgaria //  Bulgaria of today.   1907. с. 3 – 16.
- Nationalistic structur of Jugoslavia //  Macedonia 3.   1932. с. 46 – 51.

италиански език
- L'etnographia delle Macedonia //  L'Italia all' Estro I, 13.   1907. с. 199.

сръбски език
- Софиjа антропогеографске црте //  Гласник Српског географског Друшства I.   1912. с. 176 – 182.

шведски език
- Bulgariens geografi i Det bulgarske folket //  Bulgarern.   1918. с. 61 – 106, 131 – 146.

полски език
- Badania Geograficzne w Bugŀarij //  Czasopismo Geograficzne t. V, 17 – 18.   1927. с. 95 – 110.

### Критики и отзиви
- Нов географски атлас с 24 карти по всеобщата география на долните класове. Стъкми Д. В. Манчов. Пловдив 1895 //  Училищен преглед кн. 2.   1896. с. 195 – 198.
- Света гора (пътни бележки) от В. Кънчов, Пловдив 1896 //  Български преглед кн. 1.   1896. с. 113 – 114.
- Отечествена география. Ръководство за учителите в основните училища. От В. Кънчов. Пловдив. Издание и печат на Хр. Г. Данов. 1895. (Рецензии и книгопис) //  Български преглед кн. 2.   1896. с. 131 – 133.
- Трагови старих глечера на Рили. От Д-р Цвийч в Глас српске кралевске академjе LIV //  Български преглед кн. 2.   1897. с. 126 – 127.
- Споменик српске кральевске академиjе. XXXII. Први разред. З. Београд. 1897. Стр. 111, 4-о. Цена 1.50 дин. (Из нашите и чуждите списания) //  Български преглед кн. 4.   1897/1898. с. 141 – 142.
- Geographische Zeitschrift. Dritter Jahrgang, fünftens Heft //  Български преглед кн. 4.   1897. с. 142 – 144.
- Климатът на Верхоянск. (Meteorologische Zeitschrift, 1896, p. 242). (Книжовни и научни вести) //  Български преглед кн. 4.   1897/1898. с. 283.
- Годишник на Българското природоизпитателно дружество за първата и втората (1896/1897 и 1898) година //  Български преглед кн. 4.   1898. с. 130 – 136.
- Кратки наставления за заразителните болести и предпазването от тях. От д-р С. Ватев, силистр. окр. лекар. Издава Силистр. окр. постоянна комисия. (Рецензии и книгопис) //  Български преглед кн. 10.   1898. с. 148.
- Основно образование в България през уч. 1894/1895 г. (с 2 картограми и 3 диаграми) от Кир. Г. Попов (отпечатък от „Училищен преглед“). Стр. 163 на 8о. (Рецензии и книгопис) //  Български преглед кн. 12.   1898. с. 147 – 148.
- Географически студии. От Сергей Меч. Превел от руски Ив. П. Кепов, учител в Кюстендил. Издание и печат на Христо Г. Данов. Пловдив. 1898. (Рецензии и книгопис) //  Български преглед кн. 12.   1898. с. 148.
- Свършекът на света. Красилников (популярно-научен очерк). Превел от руски Хр. Н-в. Враца, печ. „Труд“ на Ст. Цеков. 1898. стр. 30. Цена 30 стотинки. (Рецензии и книгопис) //  Български преглед кн. 12.   1898. с. 148 – 149.
- Град Скопие. Бележки за неговото настояще и минало от Васил Кънчов //  Периодическо списание кн. 55 – 56.   1898.
- Екскурзия по западна Стара планина от Д. Илков //  Военен журнал кн. 15, 16.
- Das Rila-Gebirge und seine ehmalige Velgletscherung. Von Prof. Dr. Cvjić //  Български преглед кн. 7.   1898. с. 136 – 149.
- Рецензии на 26 учебника по география за I, II и III класове, печатани в Училищен преглед //  Училищен преглед кн. 3.   1899. с. 331 – 358.
- България, стенна карта за основните училища, по най-новите източници, съставил Н. Данков. (Вести и оценки) //  Периодическо списание на Българското книжовно дружество кн. 67.   1906/1907. с. 812 – 814.
- Ст. Н. Шишков. Тракия преди и след Европейската война. Издирвания и документи. С приложение на две факсимилета, 26 образци, 11 статистически таблици и етнографска карта. Пловдив, 1922. 8о, 176 стр. Цена 40 лева. (Оценки и вести) //  Известия на Народния етнографски музей кн. 3 – 4.   1922. с. 178 – 179.
- Новата сръбска карта на Македония под сръбска власт в мярка 1:100 000 //  Македонски преглед кн. 2.   1930. с. 126 – 129.

### Превод
- Пълен превод от немски език на статията на Алфред Хетнер „Положението на човешките поселища“.

### Литературни трудове
- Песни //  Съвременник кн. 5.   1889. с. 53.
- Из съвременните бележки на Иш-рк //  Искра II.   1890. с. 556 – 559.
- Из съвременните бележки на Иш-рк //  Искра III.   1891. с. 17 – 19.
- Господар и слуга //  Искра кн. 3.   1891. с. 149 – 155.
- После войната //  Искра III.   1891. с. 222 – 230.
- Световни промени //  Искра III.   1891. с. 386 – 392, 472 – 475.
- На заговезни //  Искра IV.   1892. с. 78 – 82.
- Финансов //  Искра IV.   1892. с. 602 – 604.
- Изгубената яка. Картина из живота //  Извор кн. 1.   1892. с. 15 – 18.
- Лятна вечер //  Извор кн. 2.   1892. с. 50.
- Дядо ми ме изцери //  Извор кн. 3.   1892. с. 109 – 116.
- Две приказки //  Извор кн. 5.   1892. с. 201 – 204.
- Из клането в Ловеч //  Извор кн. 11.   1892. с. 483 – 485.
- Задуха //  Мисъл кн. 7 – 8.   1893. с. 414 – 418.
- Стефанчо х. Петров //  Мисъл кн. 1.   1894. с. 66 – 78.
- Планинче. Разказ //  Мисъл кн. 11.   1894. с. 808 – 812.
- Приказка за фрака //  Български преглед кн. 3.   1895. с. 44 – 48.
- Вътрешен враг на отечеството. Хумореска //  Български преглед кн. 11.   1895. с. 1 – 9.
- Магия //  Български преглед кн. 2.   1897. с. 1 – 6.
- Приказка за галошите //  Наш живот кн. 2.   1901. с. 99 – 101.
- Приказка за ореховата сянка //  Наш живот кн. 6.   1902. с. 247 – 250.
- Лошо захвана, как ли ще свърши //  Мир бр. 1587, 1588, 1589, 1590.   1905.